# 北海道道638号宿志別振内停車場線
北海道道638号宿志別振内停車場線（ほっかいどうどう638ごう しゅくしべつふれないていしゃじょうせん）は、北海道沙流郡平取町を結ぶ一般道道である。

## 概要

### 路線データ
- 起点：北海道沙流郡平取町芽生（北海道道845号芽生貫気別線交点）
- 終点：北海道沙流郡平取町振内（旧国鉄 富内線 振内駅跡）
- 総距離：15.3 km（内、重複区間2.8 km）

## 歴史
- 1969年（昭和44年）6月18日 - 路線認定[1]。

## 路線状況

### 重複区間
平取町
- 岩知志 - 振内（国道237号）

## 地理

### 通過する自治体
- 日高振興局
  - 沙流郡平取町

### 主な接続道路
平取町
- 北海道道845号芽生貫気別線 - 芽生（起点）
- 国道237号 - 岩知志、振内（重複）
- 北海道道797号貫気別振内線 - 振内

### 沿線にある施設など
平取町
- 芽生すずらん群生地 - 芽生
- とよぬか山荘（旧豊糠小中学校） - 豊糠
- 振内郵便局 - 振内
- 振内鉄道記念館（旧振内駅） - 振内